# William Redfield (actor)
William Henry Redfield (26 de enero de 1927-17 de agosto de 1976) fue un actor y escritor estadounidense que apareció en muchos papeles teatrales, cinematográficos, radiofónicos y televisivos.

## Filmografía
| Año  | Título                          | Rol                              | Notas                                             |
| ---- | ------------------------------- | -------------------------------- | ------------------------------------------------- |
| 1939 | Back Door to Heaven             | Charley Smith                    |                                                   |
| 1955 | Conquest of Space               | Roy Cooper                       |                                                   |
| 1956 | The Proud and Profane           | Chaplain Lt. (jg) Holmes         |                                                   |
| 1958 | I Married a Woman               | Eddie Benson - Elevator Operator |                                                   |
| 1961 | The Connection                  | Jim Dunn                         |                                                   |
| 1964 | Hamlet                          | Guildenstern                     |                                                   |
| 1964 | Pão de Açúcar                   | Gary Wills                       |                                                   |
| 1965 | Morituri                        | Baldwin                          |                                                   |
| 1966 | Duel at Diablo                  | Sgt. Ferguson                    |                                                   |
| 1966 | Fantastic Voyage                | Captain Bill Owens               |                                                   |
| 1967 | All Woman                       | Tod                              |                                                   |
| 1971 | Pigeons                         | Jonathan's Father                |                                                   |
| 1971 | A New Leaf                      | Beckett                          |                                                   |
| 1971 | Such Good Friends               | Barney                           |                                                   |
| 1972 | The Hot Rock                    | Lt. Hoover                       |                                                   |
| 1974 | For Pete's Sake                 | Fred Robbins                     |                                                   |
| 1974 | Death Wish                      | Sam Kreutzer                     |                                                   |
| 1975 | One Flew Over the Cuckoo's Nest | Dale Harding                     |                                                   |
| 1977 | Mr. Billion                     | Leopold Lacy                     | (última película, estrenada después de su muerte) |

## Autor
En su libro Cartas de un actor, Redfield publicó un colorido y personal recuerdo de su trabajo en la producción teatral internacional de 1964 de Hamlet, protagonizada por Richard Burton y dirigida por Sir John Gielgud.
También fue columnista de Playfare Magazine y colaboró con Wally Cox en Mr. Peepers, un libro sobre el personaje de televisión con ese nombre. 

## Muerte
Durante el rodaje de Alguien voló sobre el nido del cuco, Redfield fue diagnosticado con leucemia, después de que un médico en el set notara los síntomas de la enfermedad que presentaba. Redfield murió en el Hospital de Saint Clare el 17 de agosto de 1976, a los 49 años, con la causa de la muerte dada como "una dolencia respiratoria complicada con leucemia". Con su esposa, tuvo un hijo y una hija. Redfield fue enterrado en el Cementerio Nacional de Long Island en Farmingdale, Nueva York.